# 川代公園
川代公園（かわしろこうえん）は、兵庫県丹波市山南町上滝にある公立の公園。篠山川（川代渓谷）にかかる全長90メートルの吊り橋やキャンプ場があり、 桜の名所になっている。約500メートル北西方向には丹波竜の里公園があり、更に遊歩道に沿って500メートル進むと旧上久下村営上滝発電所記念館「旧上久下（かみくげ）村営水力発電所跡」と丹波竜発見の地がある。

## 概要
旧氷上郡山南町立川代公園として開園。その後、2004年（平成16年）11月1日に氷上郡の氷上町、柏原町、青垣町、春日町、山南町、市島町の6町が合併し、丹波市が誕生した。旧町域は丹波市山南町となり公園の名称も丹波市立川代公園になる。

### 公園
公園の面積は約6,500平方メートルあり、うちキャンプ場は1,500平方メートルある。川をまたぐ長さ90メートル、水面から9メートル高さの吊り橋があり、吊り橋からは篠山層群の地層と篠山川の水流、川代渓谷の風景を見ることができる。春は桜、夏はキャンプ、秋は紅葉と四季折々の景色も楽しめる。とくに桜の名所で「丹波市観光100選」桜の名所部門に選定されている。毎年4月上旬に川代さくらまつりが開催されており、2019年4月7日には第33回川代さくらまつりが開催された。無料駐車場や炊事棟、水洗トイレは整備されているが遊具やシャワー設備はない。

### 周辺
公園近くには、2015年3月29日オープンの丹波竜の里公園や1963年まで活躍していた旧上久下村営上滝発電所跡（旧上久下村営上滝発電所記念館として保存）があり無料で入館できる。また、直下の篠山川には2006年8月、丹波竜発見の地がある。丹波竜は、1億2千万年から1億4千万年前に丹波市に住んでいた草食恐竜ティタノサウルス類。山南地域では、篠山川での世界的にも貴重な恐竜化石などの発掘が進められ恐竜化石の発見を契機に、丹波竜化石工房「ちーたんの館」や「元気村かみくげ」などの交流拠点が整備され「丹波竜の里」としてまちづくりが進んでいる。周辺道路の整備も進み2019年（平成31年）3月17日には川代1号トンネルが開通（約900メートル）している。川代恐竜街道と名付けられた県道篠山山南線（県道77号）周辺では、地元住民による化石を活かした多彩なイベントが行われている。

### 地理

#### 位置
丹波市山南町（さんなんちょう）は、兵庫県中央東部に位置し神戸との距離は約50キロメートル、大阪・京都とは約70キロメートル。中国山地の東端に位置し、山地を主に河川が刻む谷底平野や盆地を有する地形。市内最高峰は、市北西部に位置する標高962mの粟鹿山。瀬戸内海へ注ぐ加古川水系および日本 海へ注ぐ由良川水系の最上流に位置し、本州で最も低い海抜95ｍの中央分水界が存在する水分れの地として有名。気候は、瀬戸内海型・内陸型気候に属し、年間の寒暖差、昼夜の温度差が大きく、秋 から冬にかけて発生する丹波地域の山々をつつむ朝霧・夕霧は、「丹波霧」と呼ばれる。川代公園付近は、450メートル前後の山々に囲まれた篠山川沿いにあり、標高は駐車場付近で158m、キャンプ場付近で143mある。

#### 川代渓谷と恐竜化石
川代渓谷は、篠山市立金から一級河川の加古川に合流する山南町井原まで約32キロメートルの篠山川のうち、山南町上滝付近の東西4kmにある。奇岩怪石に水流がひっかかり、激しい水流により永い間にできる「ポットホール」が見られる。白亜紀前期の篠山層群の地層（およそ1億1千万年前）と篠山川の水流が織りなす豊かな自然と美しい景観を有している。篠山層群は砂や泥、火山灰が重なり積もった地層で丹波篠山市と丹波市の一部にあり、恐竜など貴重な化石が発見されている。旧上久下村営上滝発電所跡付近で2006年（平成18年）8月に白亜紀前期の草食恐竜「丹波竜」が地元の地学愛好家によって発見され以後、発掘調査が続けられ1万8千点以上の化石が発見されている。化石は、丹波竜化石工房 ちーたんの館に展示されている。県道篠山山南線（県道77号）は川代渓谷に沿っていることから、井原交差点から大山下交差点までの全長18キロメートルの区間を川代恐竜街道と呼んでいる。

### 年表
- 1986年（昭和61年）4月 - 第一回川代さくらまつり開催。
- 1997年（平成9年） - 公衆トイレ設置（Ｓ造1階）[5]。
- 2004年（平成16年）11月1日 - 町村合併により旧氷上郡山南町立川代公園から丹波市立川代公園に変更[6]。
- 2006年（平成18年）8月7日 - 草食恐竜「丹波竜」の化石が旧上久下村営上滝発電所跡付近で発見される。
- 2013年（平成25年）9月 - 台風18号の被害によりテラスなどが流され、バーベキュー広場が使用できないため、キャンプ場は閉鎖。
- 2019年（平成31年）3月17日 - 川代1号トンネル開通（約900メートル）[3]。
- 2019年（令和元年）12月20日 - 吊り橋補修。
- 2020年（令和2年）4月5日 - 新型コロナウィルス拡散防止のため開催中止。

## 施設
- 吊り橋
- キャンプ場[8]
  - キャンプ場を使用する場合には事前に予約が必要
  - キャンプ場およびバーベキューサイトは冬期閉鎖（12月から3月中旬）
- 炊事棟
- バーベキュー広場（全面芝生のフリーサイト）
- 水洗トイレ
- 無料駐車場（35台）
  - 入り口向かいに駐車場
  - キャンプ場への車両乗り入れは不可
- 遊具とシャワーなし

公園入口
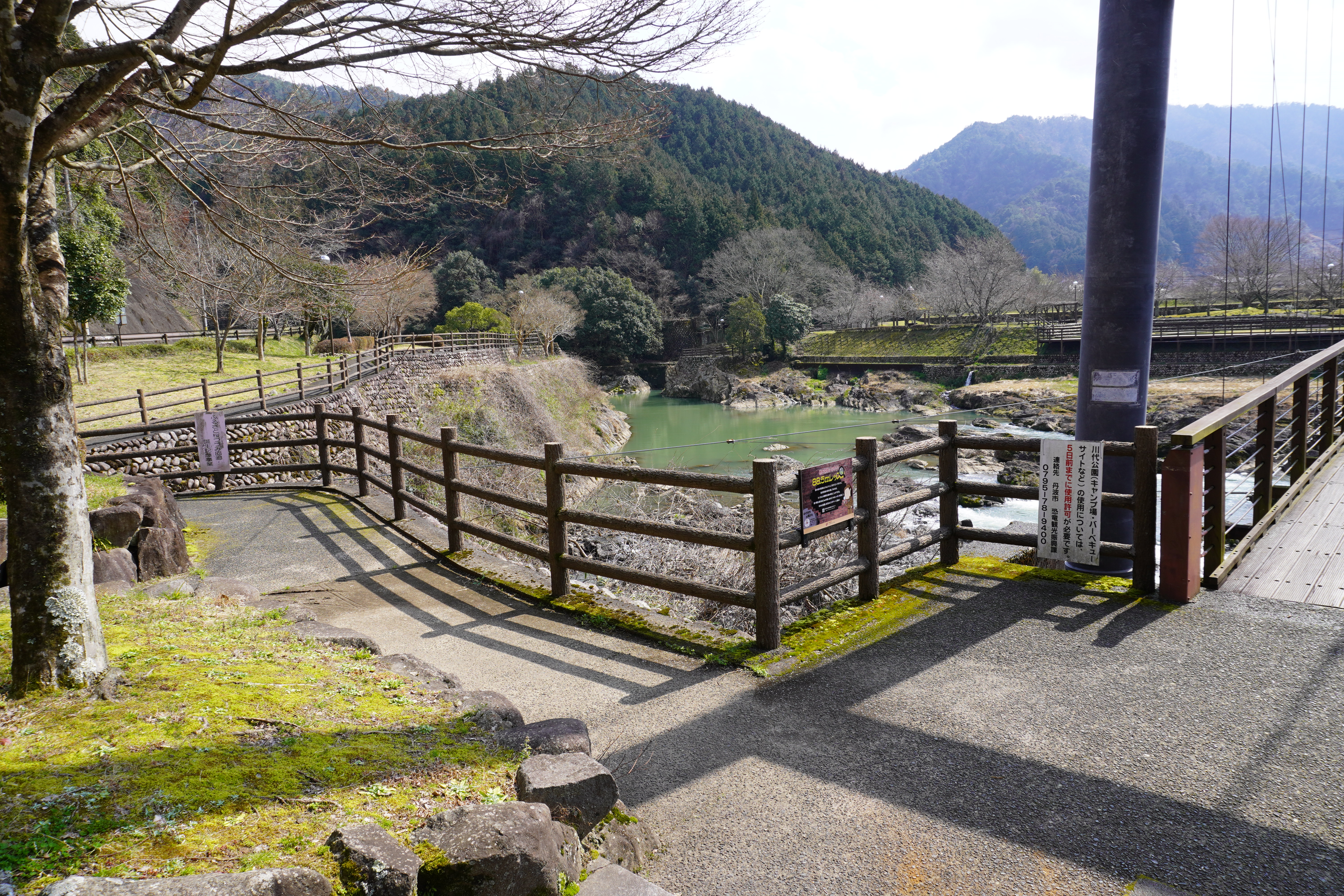
公園前
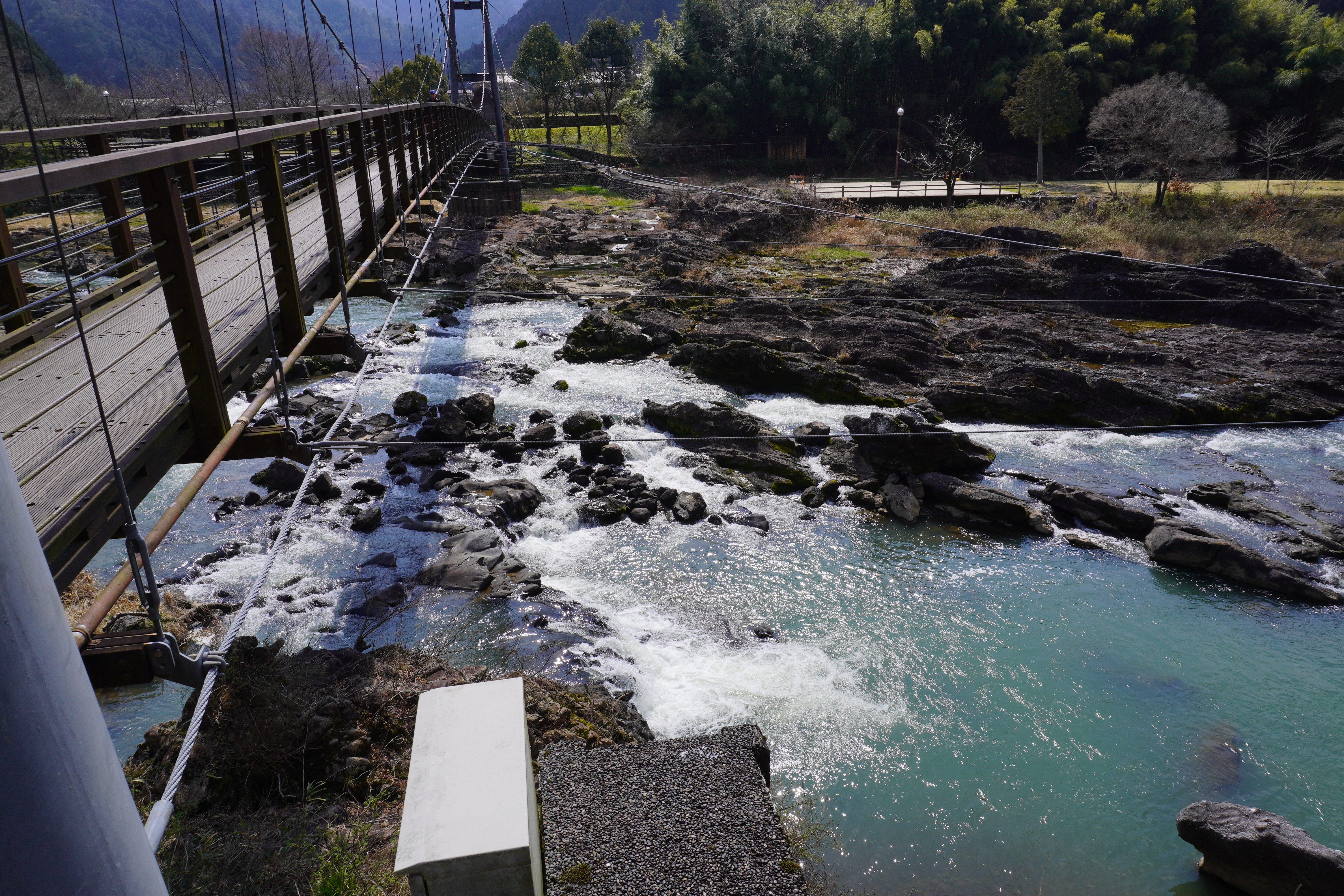
公園吊り橋と渓谷
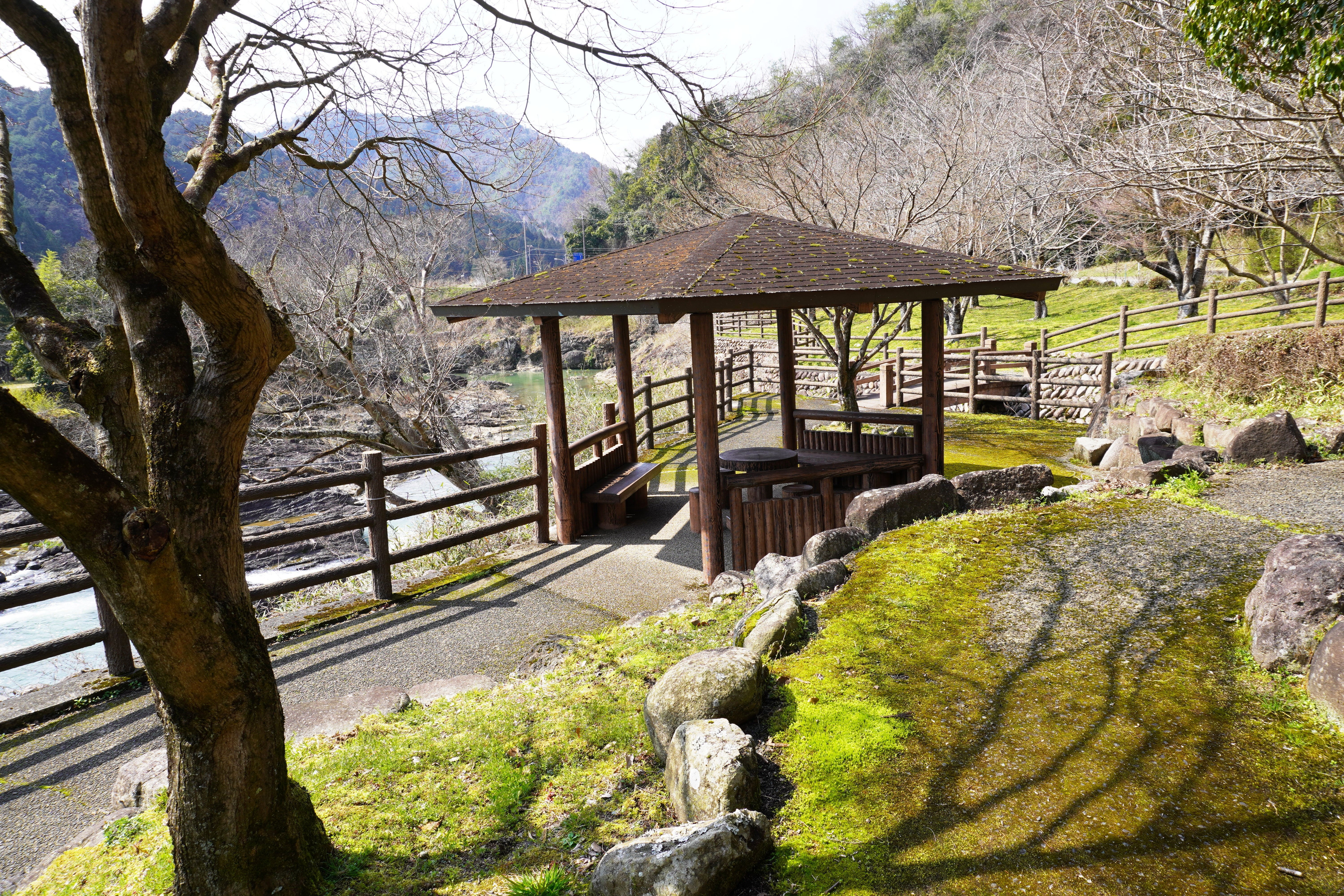
公園展望テラス
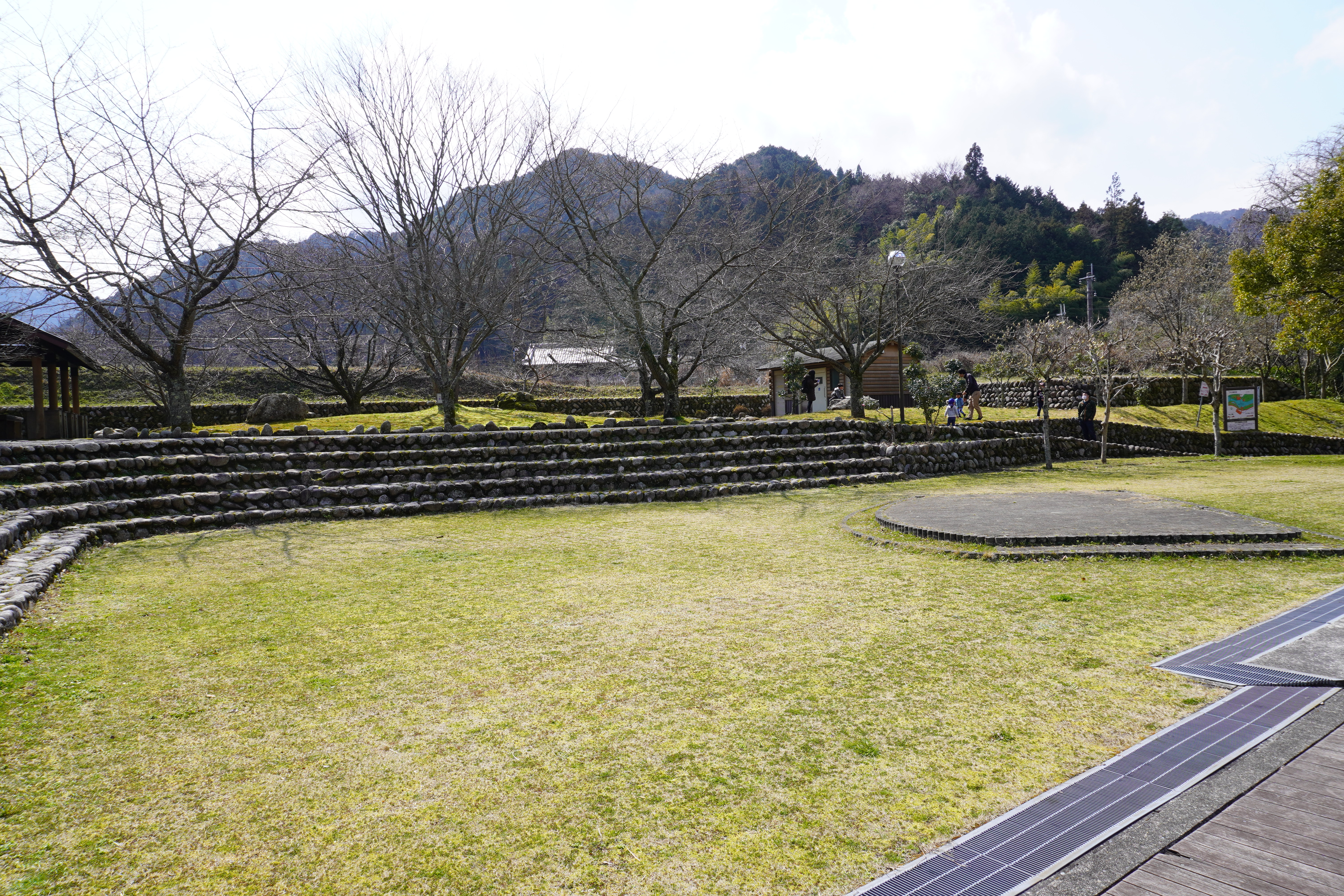
公園広場とトイレ
キャンプ場
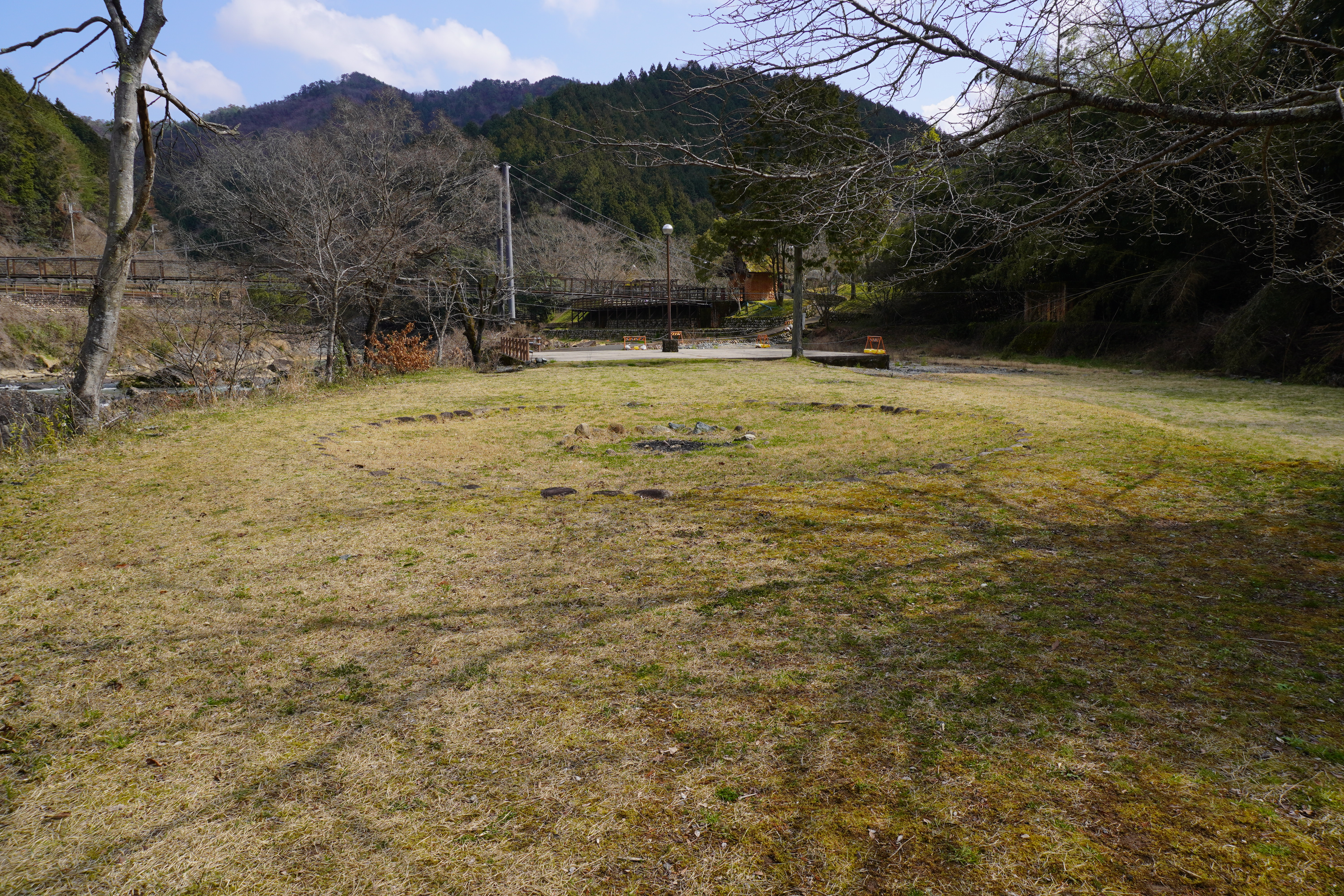
キャンプ場
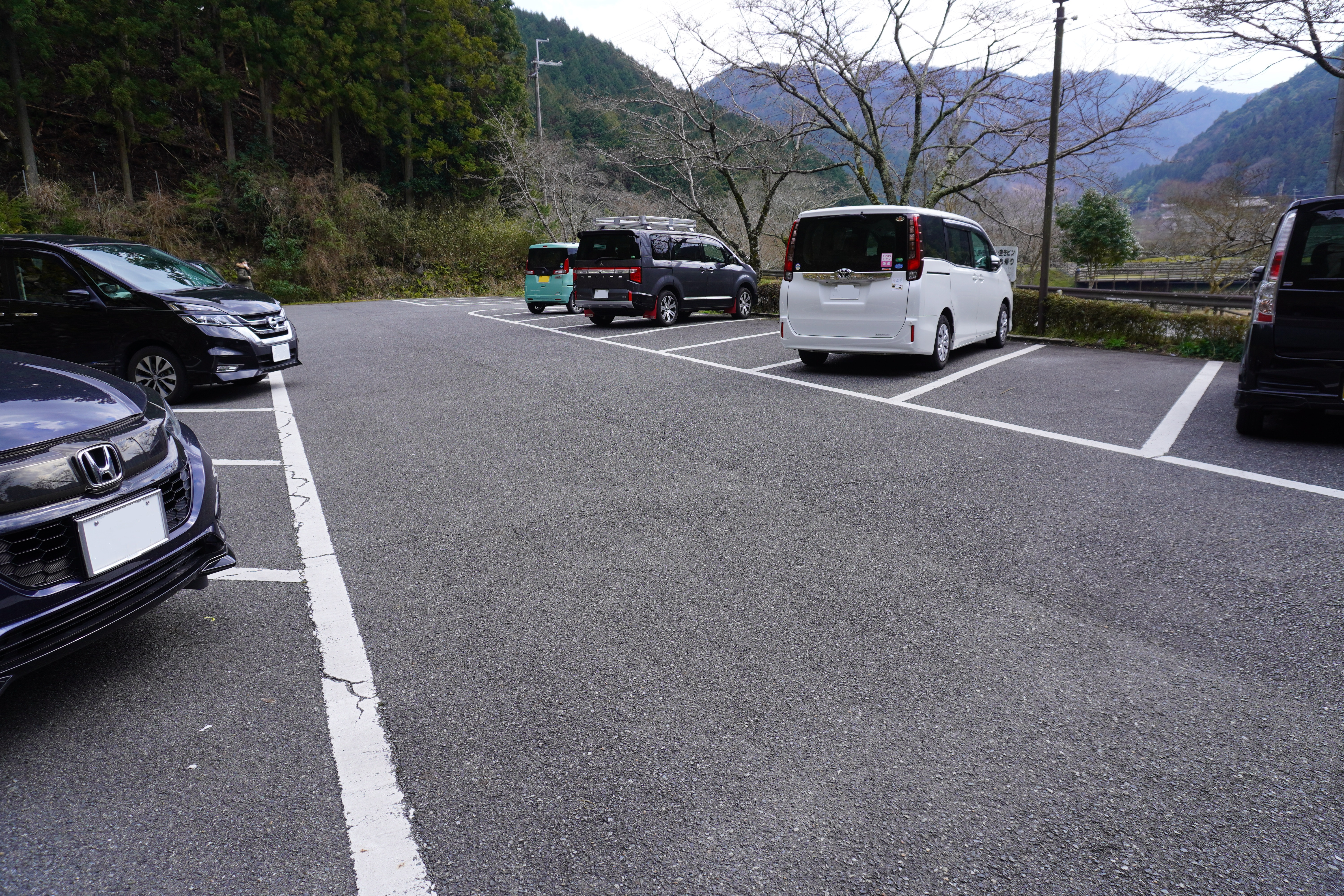
公園駐車場

## 交通アクセス
- 鉄道
  - JR福知山線下滝駅から県道77号で2.4キロメートル徒歩約30分
    - 丹波竜発見の地、丹波竜の里公園を経由して（丹波竜発見の地から丹波竜の里公園までは篠山川沿いに遊歩道が完備）
- 自動車
  - 舞鶴若狭自動車道丹南篠山口インターチェンジから9キロメートル約15分
    - 国道176号から県道77号または県道77号利用

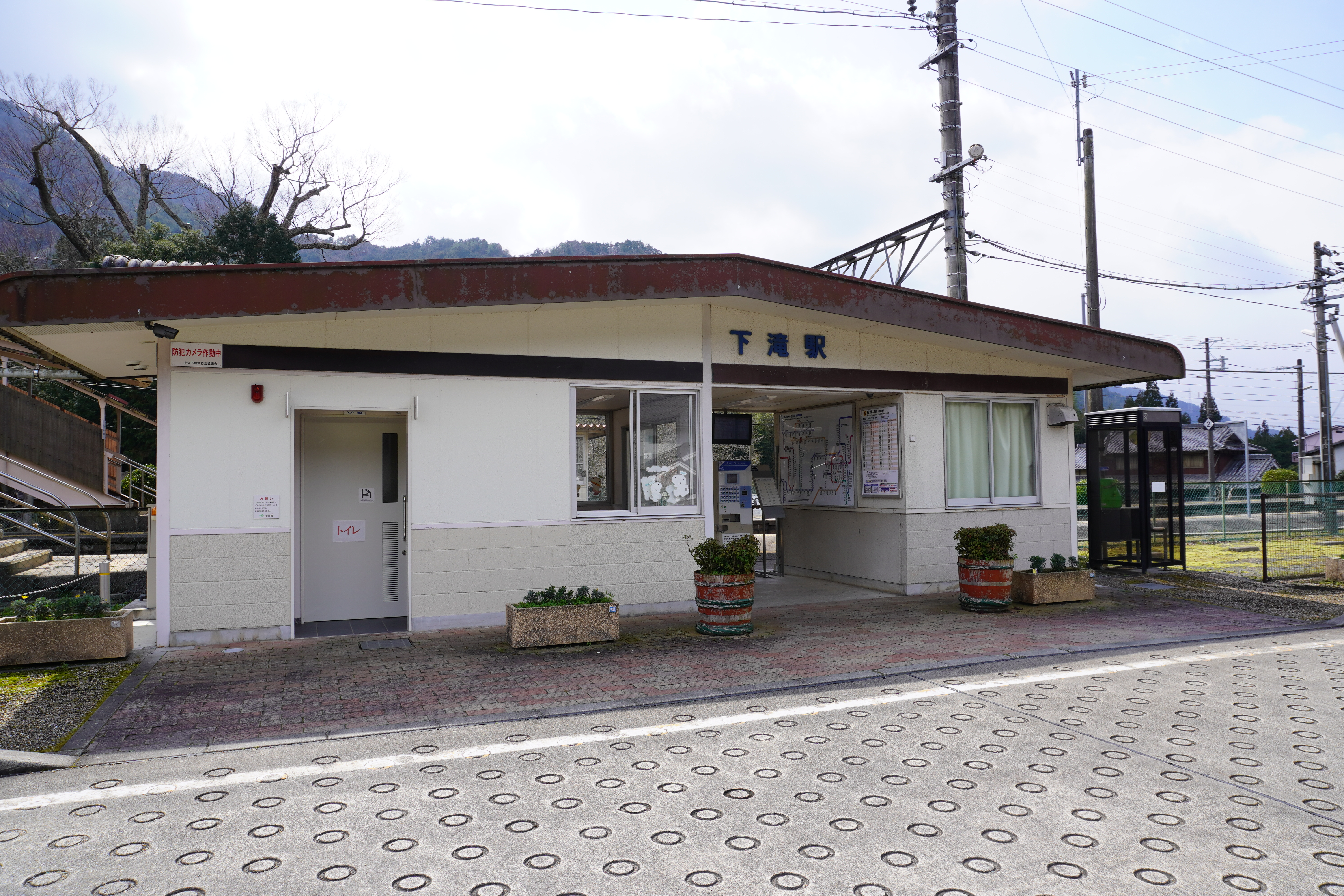
JR下滝駅

## 周辺施設
- 旧上久下村営上滝発電所記念館

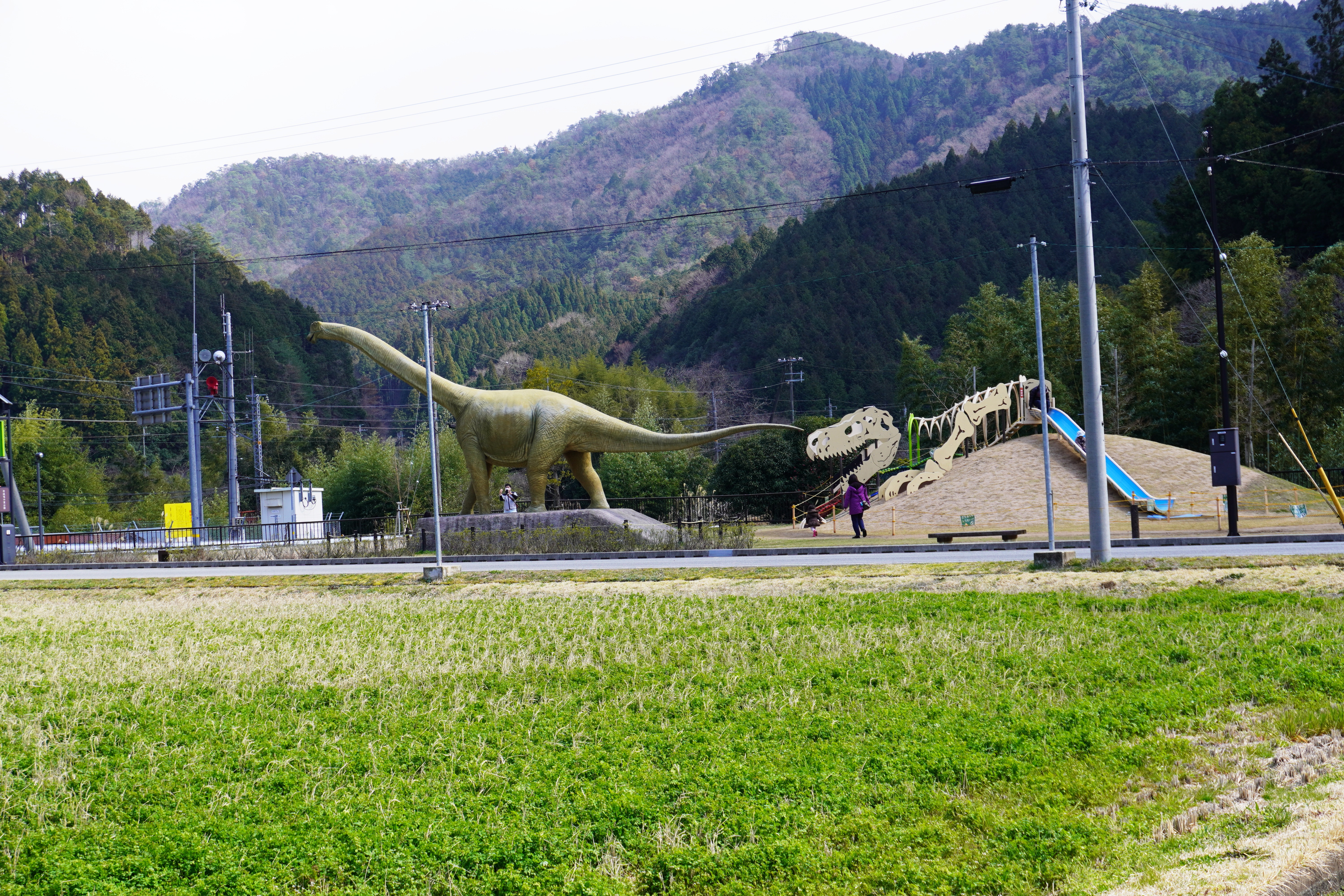
丹波竜の里公園
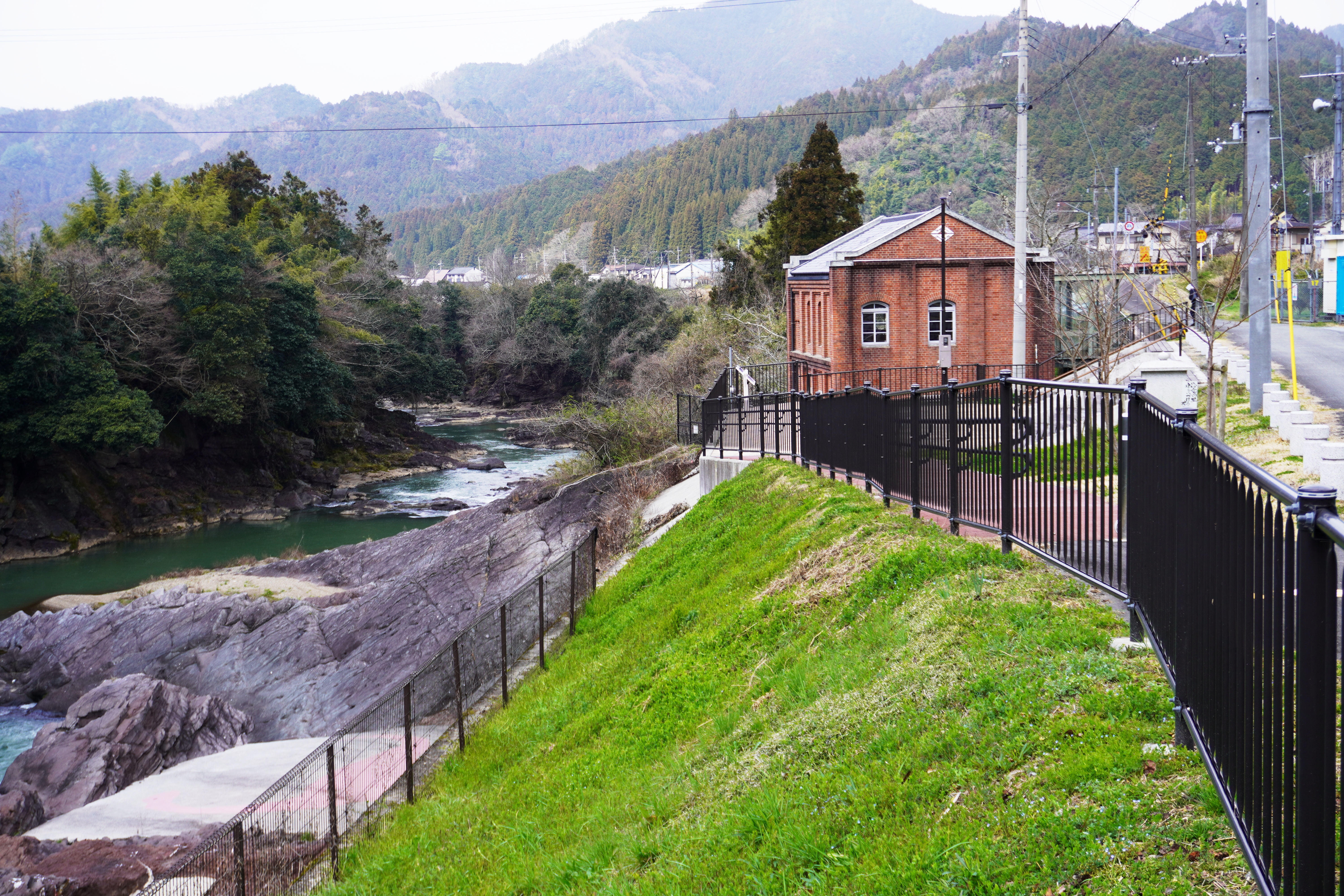
上滝発電所跡と化石発見地
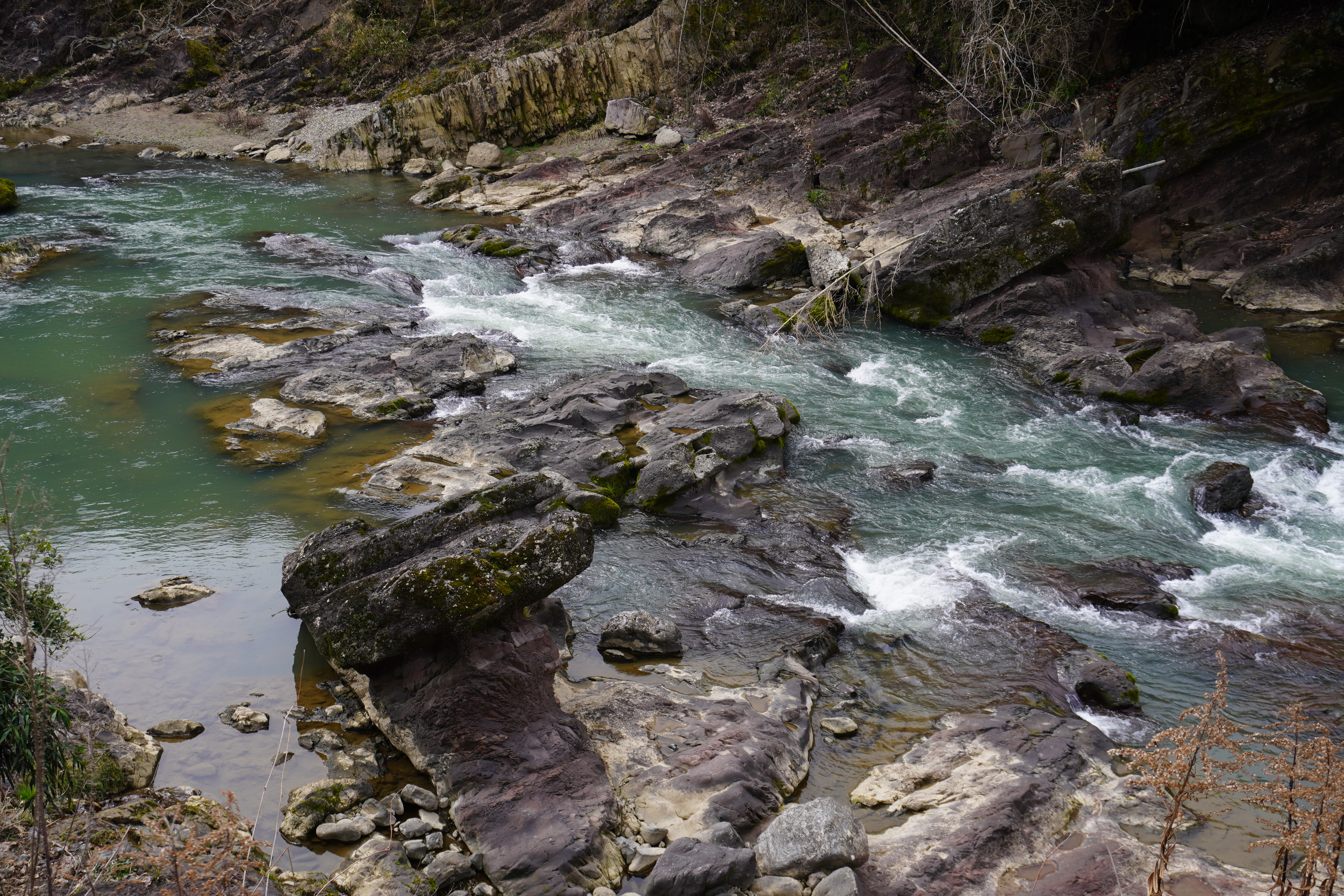
発電所付近の川代渓谷

- 丹波竜化石工房 ちーたんの館（丹波市役所山南支所・山南住民センター）[9]
- 丹波並木道中央公園
- 兵庫県立丹波年輪の里
- 篠山城

- 丹波竜の里公園
- 上滝発電所跡と化石発見地
- 発電所付近の川代渓谷